# 엑스틴
엑스틴(X-Teen)은 1997년에 결성되어 2001년까지 활동했던 대한민국의 힙합 그룹이다. 1997년 4인조의 형태로 결성되었으며, 2000년에는 3인조로 재편성하여 컴백하였다. 이후 멤버들이 각자의 길을 가면서 팀은 해체되었다. 2013년에는 허인창과 Chang.E를 중심으로 재결합의 움직임이 있었다.

## 역사
X-Teen은 1997년 이강희, 김원규, 허인창, 이희성의 4인조로 결성되었다. 1998년 반전으로 데뷔, 라이브 실력이 탄탄한 그룹으로 인정을 받았지만 큰 성공을 거두진 못했다. 하지만 이후 천리안에서 기획한 힙합 컴필레이션 1999 대한민국에 참여, 대부분 영어랩을 구사한 참여진 중에서 순수 한글 랩을 선보여 허니 패밀리와 함께 매니아들에게 좋은 반응을 이끌어냈다. 1집 활동 당시에는 현재 리쌍을 조직한 개리와 길도 객원 멤버로 참여하였었다.
X-Teen은 2집에서 허인창과 이희성, 그리고 Master Chang 이 세명의 멤버 구성으로 3인조가 되었으며, 2000년에는 객원 래퍼 Big Money와 객원 보컬과 함께 두 번째 앨범을 발표하였다. 나름의 반응을 이끌어냈던 이들의 두 번째 앨범은 X-Teen의 마지막 앨범이 되었고, 이후 X-Teen은 멤버들이 각자 독립하면서 2001년에 해체되었다.
2013년 4월 허인창과 Chang.E로 이름을 바꾼 Master Chang은 재결합으로 새로운 X-Teen을 결성, 〈반전〉을 리메이크한 〈반전 2013〉의 티저를 공개하며 곧 컴백할 것을 예고하였다. 이 싱글은 4월 9일에 발표되었으나, 예전만큼의 높은 관심을 사지는 못 하였다.
대표곡: 반전, 국민교육헌장

## 디스코그래피
- 1998년 3월 6일 반전
- 2000년 6월 27일 진짜 사나이
- 2013년 4월 9일 반전 2013 (디지털 싱글)
- 2013년 8월 1일 무한의 바다 (디지털 싱글)

## 해체 이후
- 개리와 길은 허니 패밀리를 거쳐, 리쌍을 결성하여 활동했다.
- 허인창은 솔로로 독립하여 House Rulez 객원 래퍼 활동을 거쳐, 2013년부터 브랜뉴 뮤직 소속으로 활동 중이다.
- 이희성은 작곡가로 활동하고 있으며, 가장 최근 활동으로는 코요태 9.5집 참여가 있다.
- Master Chang은 이후 솔로 앨범을 내고 활동하였으며, 2009년 기준으로 남성 2인조 힙합그룹 Sunny Side를 결성해 활동 중이다. 애프터 스쿨, 에스더 등 유명 여가수들이 피처링을 도왔다.

## 참여 활동

### 대한민국앨범 시리즈
1999 대한민국 이 예상 이상의 성공을 거둔 후, X-Teen의 이희성은 그다음 대한민국 앨범의 총 프로듀서로써 활약하였다. 그와 함께 활동한 사람은 옵션의 박성호와 TEAM의 양창익(현 윤건) 등이었으며, 2000 대한민국(신나라 레코드) 과 2001 대한민국 Hip Hop Flex 앨범을 프로듀싱하였다. 하지만 이 앨범들은 본류로 인정받았던 천리안 대한민국 시리즈에 밀려서 큰 성공을 거두진 못하였다.